# Senecio tugelensis
Senecio tugelensis là một loài thực vật có hoa trong họ Cúc. Loài này được J.M.Wood & M.S.Evans miêu tả khoa học đầu tiên năm 1901.